# Afrikanischer Argusfisch
Der Afrikanische Argusfisch (Scatophagus tetracanthus) ist ein Brackwasser- und Meeresfisch, der im tropischen Indopazifik von der Küste Ostafrikas (Somalia bis Südafrika) im Westen bis Australien und Neuguinea im Osten vorkommt. 

## Merkmale
Er kann eine Länge von 30 bis 40 cm erreichen und ähnelt in seinem äußeren Erscheinungsbild weitgehend dem Gemeine Argusfisch (Scatophagus argus). Im Unterschied zu dieser, auf den Körperseiten mit Punkten gemusterten Art, zeigt der Afrikanische Argusfisch senkrechte, schwarzbraune Binden auf einer gelblichen bis bläulich-silbrigen Grundfärbung. Die Anzahl der Binden und ihre Breite ist von Individuum zu Individuum verschieden. Normalerweise haben Exemplare mit breiten Binden eine geringere Anzahl. Die Binden reichen bei jungen Fischen bis zur Bauchkante, erstrecken sich bei älteren aber nur auf die obere Körperhälfte, werden also mit zunehmendem Alter kürzer. Die Rücken- und die Afterflosse sind bräunlich, die Bauchflossen dunkelbraun und die Schwanzflossenbasis ist gelblich. Das Maul ist klein, steht horizontal und ist nicht protraktil (nicht vorstreckbar). Die Larven der Fische (Tholichthysstadium) sind durch einen großen Kopf mit mächtigen Knochenplatten gekennzeichnet. Mit der Zeit geht das Tholichthysstadium durch Rückbildung der Kopfpanzerung in den adulten Fisch über. Bei Jungfischen sind die Flossenstacheln der Rücken-, der After- und der Bauchflossen mit einem dünnen, Gift absondernden Drüsengewebe versehen. 
- Flossenformel: Dorsale XI/15–18, Anale IV/14–15, Pectorale 17, Ventrale I/5.
- Schuppenformel: mLR 90–95.

## Ökologie
Der Afrikanische Argusfisch lebt in flachem Wasser bis in Tiefen von fünf Metern vor allem in brackigen Mangrovengebieten, Häfen und in Ostafrika auch in Flussmündungen und den Unterläufen von Flüssen. Er ernährt sich von Würmern, Krebstieren, Insekten und Pflanzen. 